# Leča
Leča (Servisch cyrillisch Леча) is een plaats in de Servische gemeente Novi Pazar. De plaats telt 319 inwoners (2002).